# Підземні сховища газу Німеччини
Всього в Німеччині існує понад 40 підземних накопичувачів газу сукупною ємністю близько 20 млрд кубометрів. Всі вони знаходяться в приватній власності. E.ON Ruhrgas розподіляє потужності приблизно на 5 млрд кубометрів. Найбільше ПСГ у Німеччині та Західній Європі Rehden (4,2 млрд кубометрів) належить компанії WINGAS.